# Fossarina rimata
Fossarina rimata är en snäckart som först beskrevs av Hutton 1884.  Fossarina rimata ingår i släktet Fossarina och familjen pärlemorsnäckor. Inga underarter finns listade i Catalogue of Life.